# كوليبرا
كوليبرا (بالإنجليزية: Culebra)‏ إحدى جزر العذراء الإسبانية جزء من بورتوريكو. تقع على بعد حوالي 17 ميلاً (27 كم) شرق عن البر الرئيسي لبورتوريكو، و 12 ميلاً (19 كم) غرب سانت توماس إحدى جزر العذراء الأمريكية و 9 أميال (14 كم) شمال جزيرة فيكويس. تنتشر كوليبرا على 5 باريوس وكوليبرا بويبلو (ديوي) ومنطقة وسط المدينة والمركز الإداري للجزيرة. يبلغ عدد سكانها 1818 نسمة اعتبارًا من آخر تعداد سكاني، وهي أقل جزيرة من حيث عدد السكان في بورتوريكو.

## التاريخ

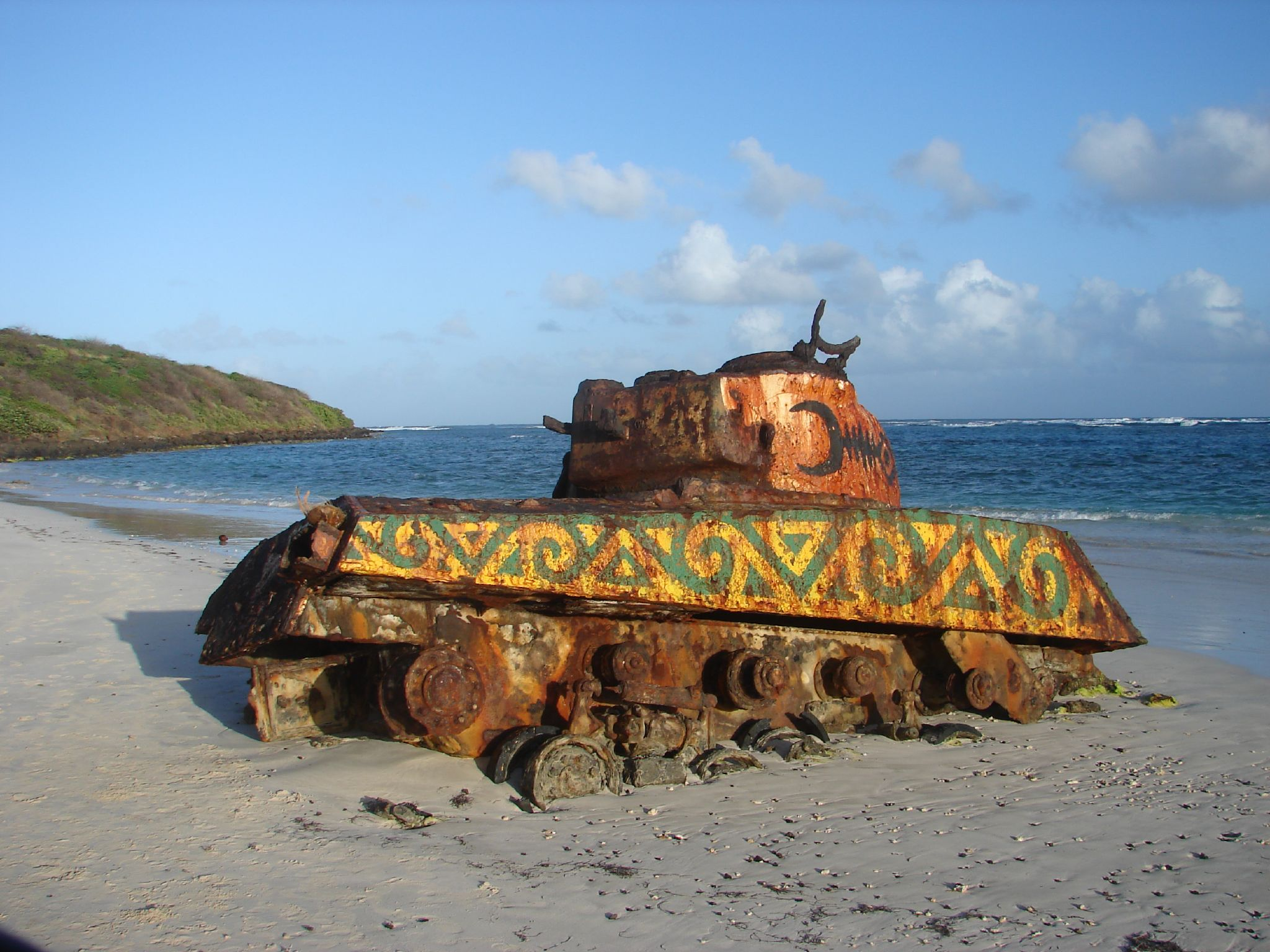
دبابة أمريكية قديمة على شاطئ في كوليبرا

اكتشفت في نفس الوقت الذي اكتشف فيه كريستوفر كولومبوس بورتوريكو في عام 1493 خلال رحلته الثانية، كان يسكنها هنود تاينو. لمدة ثلاثة قرون كانت بمثابة ملجأ للقراصنة، بما في ذلك هنري مورغان الشهير. في عام 1875، تم تعيين رجل إنجليزي أسود اسمه ستيفنز حاكمًا للجزيرة من قبل حكومة فييكس. كان عليه حماية الجزيرة والصيادين الساحليين من القراصنة، لكنه اغتيل في نفس العام. كوليبرا لم تكن مأهولة حقا إلا بعد 1880
في سبتمبر 1882، بدأ بناء منارة كوليبريتا، وهي جزيرة صغيرة تقع في شمال شرق كوليبرا، والتي تم الانتهاء منها 25 فبراير 1886 . كانت هذه المنارة هي الأقدم في البحر الكاريبي منذ ما يقرب من 100 عام، حتى تم إيقاف تشغيلها في عام 1975.